# Explorer 18
Explorer 18 war ein Satellit der USA, auch als IMP 1 (Interplanetary Monitoring Platform) bezeichnet, der am 27. November 1963 im Rahmen des Explorer-Programms erfolgreich gestartet wurde.

## Start
Der 138 kg schwere Satellit wurde am 27. November 1963 um 2:24 Uhr UTC mit einer Rakete von Typ Thor-Delta von der Startrampe LC-17 der Cape Canaveral Air Force Station gestartet.

## Mission
Explorer 18 wurde in einen sehr ausgedehnten Erdorbit gebracht. Bei einer Bahnneigung von 35,2° erreichte der Satellit ein Apogäum (größter Abstand) von 192.003 km und ein Perigäum (kleinster Abstand) von 4.395 km. Die Umlaufzeit betrug 5.606 Minuten (fast vier Tage).
Missionsziele waren die Erforschung der Magnetosphäre, der Partikelstrahlung, der kosmischen Strahlung, des Sonnenwindes und des Magnetfeldes.
Als Messinstrumente wurden mitgeführt:
- ein Spannungsmessgerät
- ein Fluxgate-Magnetometer
- ein Messgerät zur Ermittlung des Bereiches und des Energieverlustes der kosmischen Strahlung
- eine Ionisationskammer mit Geigerzähler
- ein Faraday-Becher
- ein elektrostatisches Analysegerät für den Sonnenwind

Bis zum 30. Mai 1964 arbeitete der Satellit einwandfrei. Mit Unterbrechungen konnten bis zum 10. Mai 1965 weitere Daten empfangen werden, bis der Satellit aufgegeben wurde. Leider waren nur die Daten der ersten Sendeperiode brauchbar.

## Verbleib des Satelliten
Explorer 18 verblieb nach dem Ausfall der Energieversorgung im Erdorbit.